# 霊山歴史館
霊山歴史館（りょうぜんれきしかん）は、京都府京都市東山区にある歴史博物館である。

## 概要
1968年に松下電器産業（現・パナソニック）会長の松下幸之助が関西財界人と協力して「霊山顕彰会」を設立。1970年に開館。初代館長は松下幸之助。
幕末・明治維新を専門とする日本唯一の博物館。幕末の京都で活躍した討幕派の志士や幕府側の人々の遺品や資料などを展示している。1階には坂本龍馬・土方歳三・近藤勇が愛用した刀のコーナー、2階には絵で見る関連・解説コーナー、電子紙芝居、池田屋事件・寺田屋事件を再現した模型コーナーがある。
2019年1月から3月まで収蔵資料を増やすためにリニューアル工事を行い、横浜市にある武溪文庫（ぶけいぶんこ）の一部の147点の資料を譲受した。